# Bourne (condado de Barnstable, Massachusetts)
Bourne é um lugar designado pelo censo localizado no condado de Barnstable no estado estadounidense de Massachusetts. No Censo de 2010 tinha uma população de 1.418 habitantes e uma densidade populacional de 185,09 pessoas por km².

## Geografia
Bourne encontra-se localizado nas coordenadas 41° 43′ 55″ N, 70° 36′ 57″ O. Segundo a Departamento do Censo dos Estados Unidos, Bourne tem uma superfície total de 7.66 km², da qual 4.36 km² correspondem a terra firme e (43.14%) 3.3 km² é água.

## Demografia
Segundo o censo de 2010, tinha 1.418 pessoas residindo em Bourne. A densidade populacional era de 185,09 hab./km². Dos 1.418 habitantes, o 93.65% eram brancos, o 0.92% afroamericanos, o 0.92% amerindios, o 1.48% asiáticos, o 0.71% de outras raças, e o 2.33% pertenciam a duas ou mais raças. Do total da população, o 0.78% eram hispanos ou latinos.